# Championnat de Maurice de football 2013-2014
Navigation
Saison précédente Saison suivante
La saison 2013-2014 de Barclays League est la soixante-et-onzième édition de la première division mauricienne. Les dix meilleures équipes du pays s'affrontent en matchs aller et retour au sein d'une poule unique. À la fin du championnat, les deux derniers du classement sont relégués et remplacés par les deux meilleures équipes de deuxième division.
C'est le Cercle de Joachim SC qui remporte la compétition, après avoir terminé en tête du classement final, avec sept points d'avance sur Pamplemousses SC et huit sur Petite Rivière Noire SC. Il s'agit du tout premier titre de champion de Maurice de l'histoire du club.

## Les clubs participants
| - AS Port-Louis 2000 - AS de Vacoas-Phoenix - Entente Boulet-Rouge - Promu de D2 - Pamplemousses SC - Chamarel SC - Promu de D2 | - Cercle de Joachim SC - AS Rivière du Rempart - Petite Rivière Noire SC - Roche-Bois Bolton City - Curepipe Starlight Sports Club |

## Classement
Le classement est établi sur le barème de points classique (victoire à 3 points, match nul à 1, défaite à 0).
| Rang | Équipe                   | Pts | J  | G  | N | P  | Bp | Bc | Diff |
| ---- | ------------------------ | --- | -- | -- | - | -- | -- | -- | ---- |
| 1    | Cercle de Joachim SC     | 43  | 18 | 13 | 4 | 1  | 37 | 12 | +25  |
| 2    | Pamplemousses SC         | 36  | 18 | 11 | 3 | 4  | 34 | 24 | +10  |
| 3    | Petite Rivière Noire SCC | 35  | 18 | 10 | 5 | 3  | 31 | 18 | +13  |
| 4    | Curepipe Starlight SC    | 31  | 18 | 9  | 4 | 5  | 40 | 27 | +13  |
| 5    | AS Port-Louis 2000       | 27  | 18 | 8  | 3 | 7  | 31 | 23 | +8   |
| 6    | AS Rivière du Rempart    | 23  | 18 | 6  | 5 | 7  | 30 | 31 | -1   |
| 7    | Entente Boulet-RougeP    | 18  | 18 | 5  | 3 | 10 | 29 | 31 | -2   |
| 8    | Chamarel SCP             | 17  | 18 | 4  | 5 | 9  | 32 | 41 | -9   |
| 9    | AS Vacoas Phoenix        | 12  | 18 | 2  | 6 | 10 | 21 | 37 | -16  |
| 10   | Roche-Bois Bolton City   | 8   | 18 | 2  | 2 | 14 | 14 | 55 | -41  |

| Légende : Qualifications et relégations | Légende : Qualifications et relégations                                                 |
| --------------------------------------- | --------------------------------------------------------------------------------------- |
|                                         | Qualification pour la Ligue des champions de la CAF 2015                                |
|                                         | Qualification pour la Coupe de la confédération 2015                                    |
|                                         | Relégué en D2                                                                           |
|                                         | T : Tenant du titre P : Promu de deuxième division C : Vainqueur de la Coupe de Maurice |

## Bilan de la saison
| Championnat de Maurice de football 2013-2014 |                                  |
| Champion                                     | Cercle de Joachim SC (1er titre) |
| Coupes et trophées                           |                                  |
| Vainqueur de la Coupe de Maurice 2013-2014   | Petite Rivière Noire SC          |
| Qualifications continentales                 |                                  |
| Ligue des champions de la CAF 2015           | Cercle de Joachim SC             |
| Coupe de la confédération 2015               | Petite Rivière Noire SC          |
| Promotions et relégations                    |                                  |
| Promus en Barclays League                    | La Cure Sylvester                |
| Promus en Barclays League                    | AS Quatre-Bornes                 |
| Relégués en First League                     | AS Vacoas Phoenix                |
| Relégués en First League                     | Roche-Bois Bolton City           |